# Pueblo Canario (complejo arquitectónico)
El Pueblo Canario es un complejo arquitectónico ubicado en el barrio de Ciudad Jardín de la ciudad de Las Palmas de Gran Canaria, Islas Canarias, España, compuesto por un conjunto de casas inspiradas en la arquitectura tradicional canaria.

## Historia
El Pueblo Canario surgió con la idea de interesar a los turistas por la cultura de Gran Canaria. Las primeras trazas de su diseño, realizado por el artista local Néstor Martín Fernández de la Torre, datan de 1937. Su construcción fue encomendada a su hermano, el arquitecto Miguel Martín Fernández de la Torre, a quien el ayuntamiento de la ciudad encargó la redacción del proyecto técnico y la delimitación del conjunto. Las obras darían comienzo en el año 1939 en un solar ubicado dentro del Parque Doramas en el barrio de Ciudad Jardín, cuya urbanización Miguel Martín había planificado unos años antes.

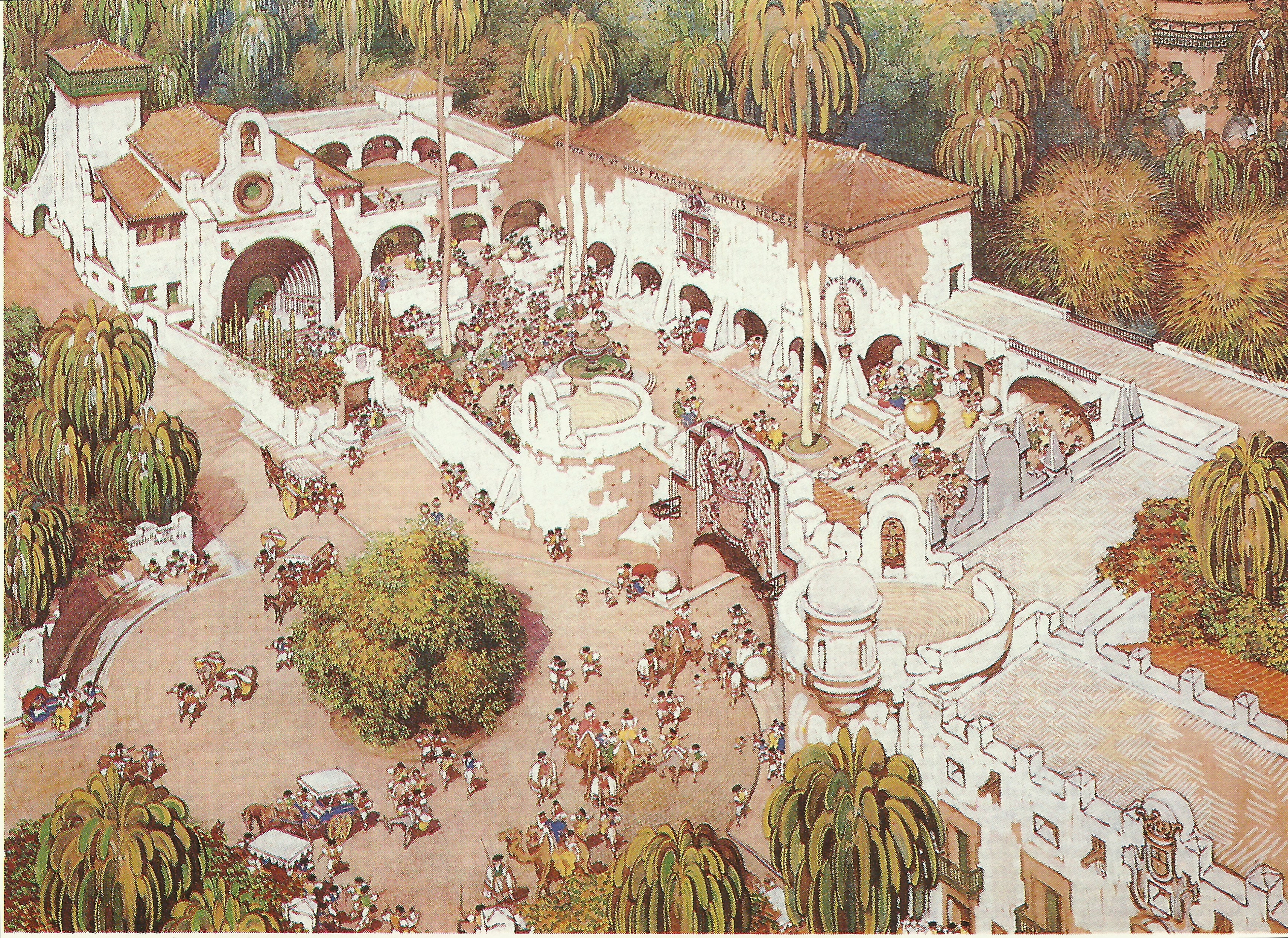
El Pueblo Canario, dibujo de Néstor de la Torre.

El Pueblo Canario constituye la plasmación del ingenio artístico de ambos hermanos. Está conformado por una plaza irregular cerrada por varias edificaciones que ambientan un rincón típico. El complejo ocupa un área total de cerca de 3500 m² y dentro de él se encuentra una gran plaza central que organiza el conjunto, y donde se ofrecen espectáculos folclóricos al aire libre todos los domingos del año. La plaza está rodeada por tiendas de artesanía local, una ermita, que recuerda a la que antaño estuvo ubicada en el mismo lugar, y un bodegón canario, donde se sirve una representativa muestra de la gastronomía canaria.
En el Pueblo Canario también se encuentra el Centro de Iniciativas y Turismo de Gran Canaria y el Museo Néstor, dedicado a la vida y obra del artista modernista, Néstor Martín-Fernández de la Torre.

## Galería

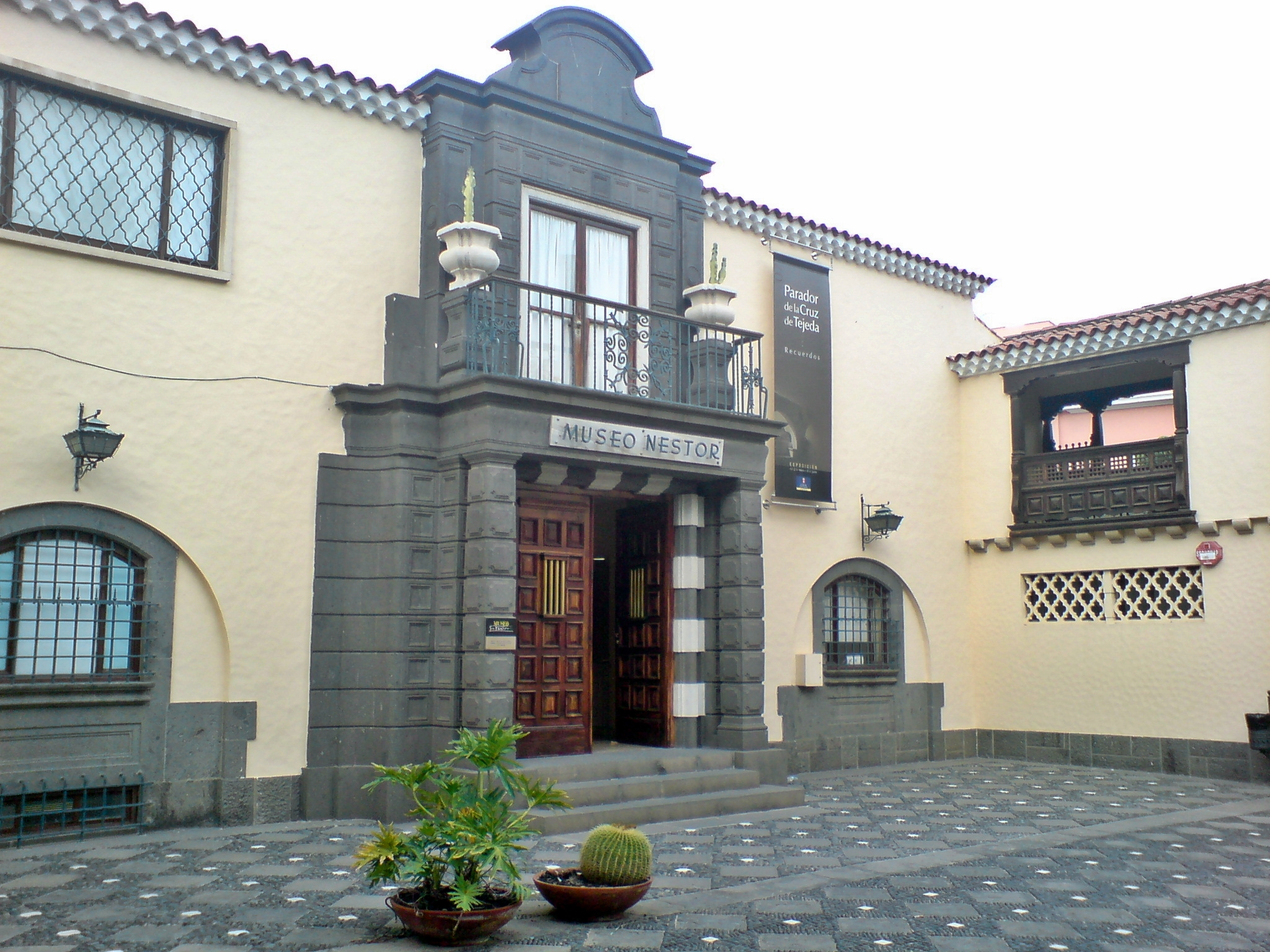
Entrada del museo Néstor
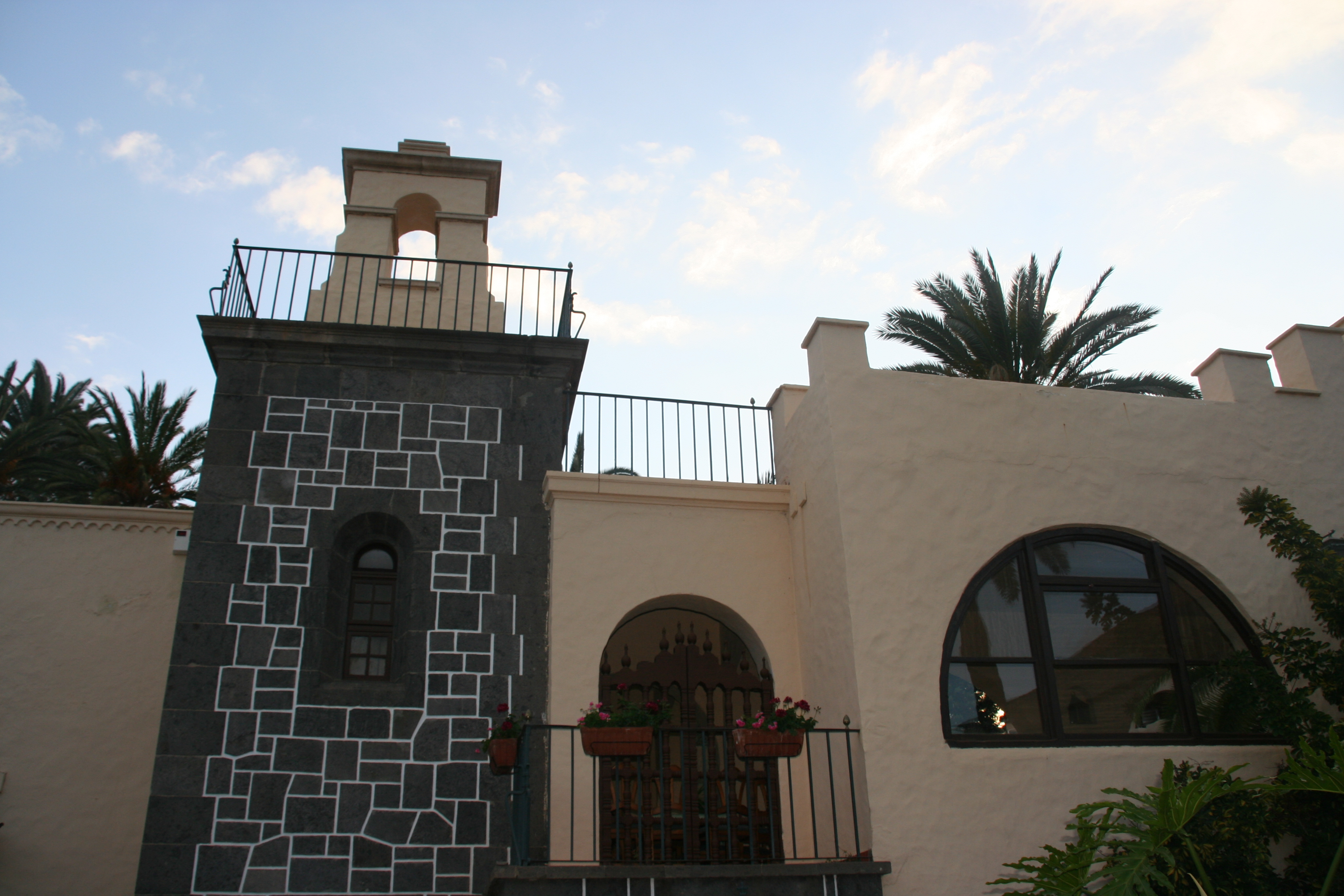
Campanario.
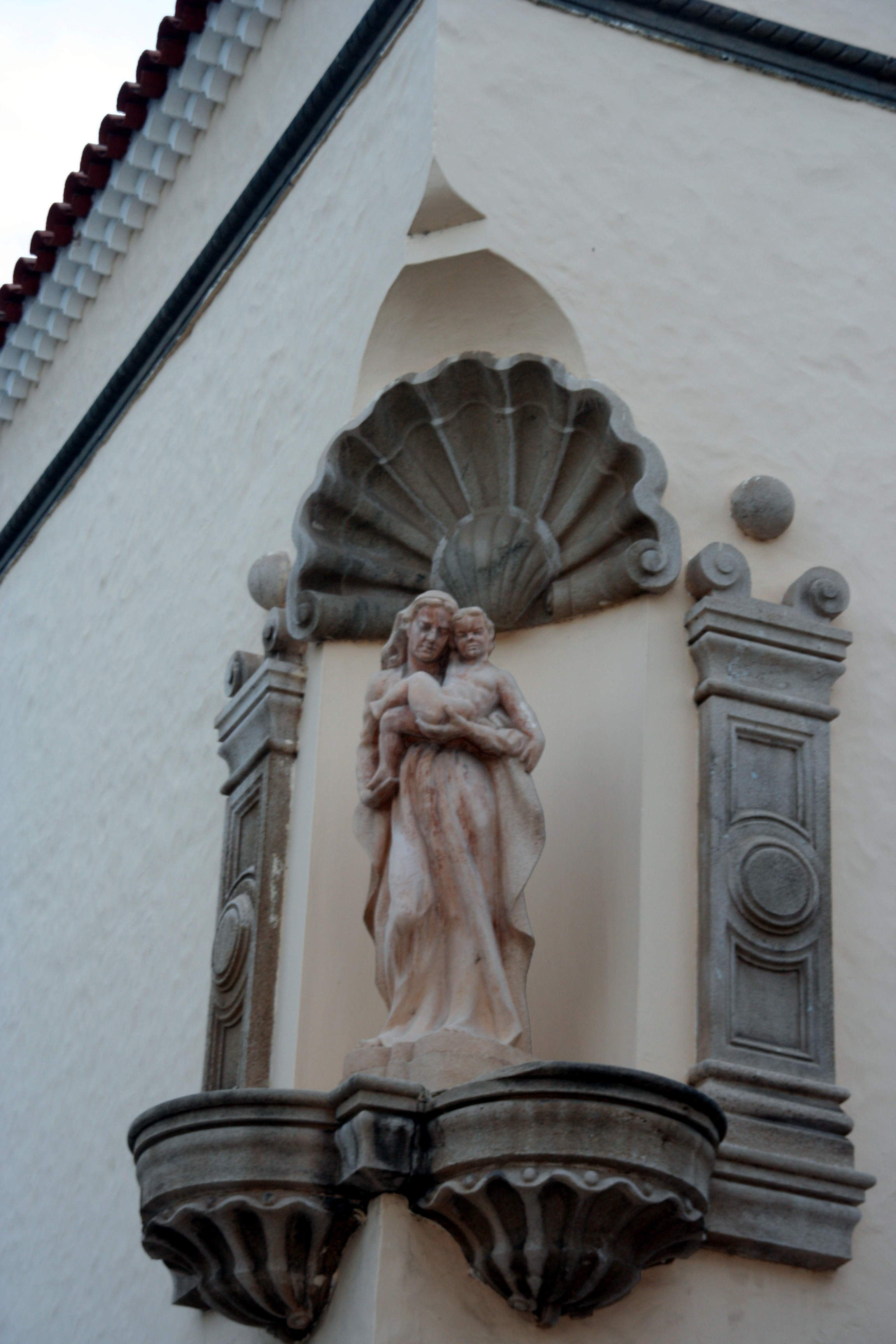
Imagen religiosa.
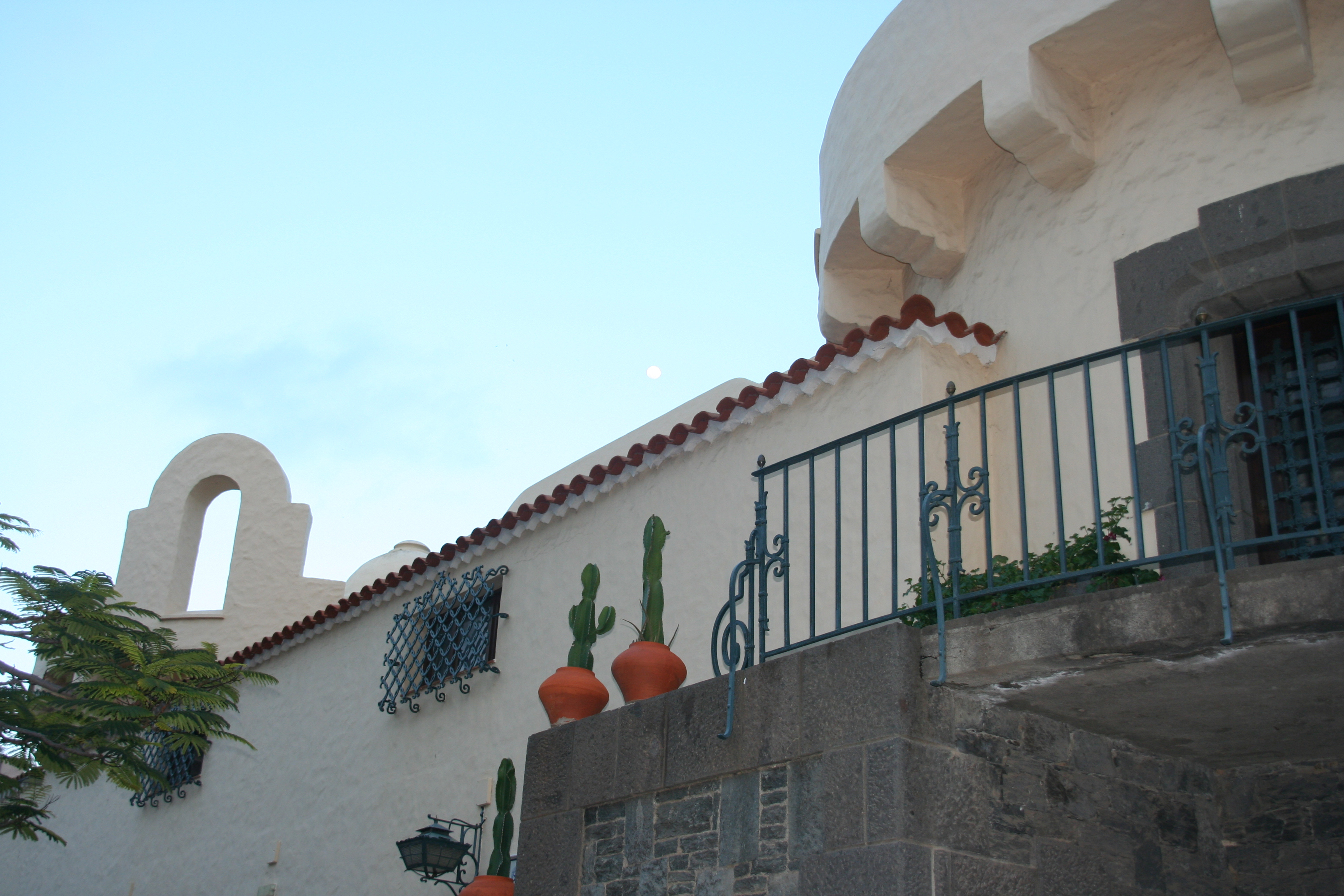
Balcón.